# 조 맥도넬
조지프 "조" 맥도널(Joseph "Joe" McDonnell, 1951년 9월 14일 ~ 1981년 7월 8일)은 아일랜드 공화국군 임시파(PIRA) 요원이다. 1981년 아일랜드 단식투쟁 때 죽었다.
벨파스트에서 10형제 중 한 명으로 태어났다. 근처의 천주교 학교를 다녔고, 1970년 결혼하여 레나둔으로 이사하였다. 이곳은 개신교도 우세 지역으로, 천주교도 가정은 맥도널을 포함해 두 집 밖에 없었으며, 그의 집은 여러 차례 공격의 대상이 되었다.
맥도널은 드미트리우스 작전 때 체포되어 게리 애덤스를 비롯한 다른 사람들과 함께 감옥선 HMS 메이드스톤에 수감되었다. 이후 메이즈 교도소로 옮겨갔고, 몇달 뒤 석방되자 아일랜드 공화국군 임시파 벨파스트 여단에 가입했다. 맥도널은 발모랄 가구회사 폭파 테러 당시 바비 샌즈와 만났다. PIRA와 RUC 및 BA가 격렬한 총화를 주고받은 끝에 맥도널과 샌즈는 다른 요원 둘과 함께 체포되었다. 맥도널 등은 화기 소지 혐의로 징역 14년형을 선고받았다. 
맥도널은 1981년 단식투쟁의 목표에 동의했고, 제1차 단식 때는 참여하지 않았으나 제2차 단식 때는 샌즈와 함께 동참했다. 단식투쟁 도중에 아일랜드 총선에 옥중출마했고 간발의 차이로 낙선했다.
맥도널은 61일간의 단식 끝에 1981년 7월 8일 죽었다. 아내와의 사이에 자녀 두 명을 낳았으며, 아내는 단식투쟁 지지 운동에서 활발히 활동했다. 맥도널은 밀타운 공동묘지의 바비 샌즈 묘 바로 옆에 매장되었다.